# Кишлак (музикант)
Кишлак (справжнє ім'я — Макси́м Серге́евич Фисе́нко; народ. 14 грудня 1998, Сєвєроморськ, Росія) — російський музичний виконавець, музикант та автор пісень.

## Биографія
Народився 14 грудня 1998 року в Сєвєроморську.
Дитинство було пов'язане з психологічними травмами та серйозними випробуваннями: дід та батько страждали на алкоголізм, останній бив мати,Батько був тираном,тому в віці 4 років Мати Максима та сам максим втекли від нього.

### Творча діяльність
До проекту «Кишлак» Максим встиг створити та закрити багато інших проектів: «Автостопом по фазе сна», «Bisexual From The Village», «Солнечний Муслим», «Русалочье Урочище», «пискъ» та інші маловідомі. Творчість викладав на сторінці своєї спільноти у «ВКонтакті».

## Інциденти
Фісенко неодноразово звинувачували в пропаганді наркотиків. Двічі на його концертах відбувалися масові отруєння. 4 липня 2024 року у Фісенка мав бути концерт у фолк-барі «Вікінг» у місті Омськ, але виступ був зірваний через напад на артиста, організаторів заходу, менеджера та глядачів групою невідомих людей, які розпорошили перцевий балончик.

## Дискографія

### Альбоми
| Рік  | Назва                                   | Псевдонім                | Примітки                    |
| ---- | --------------------------------------- | ------------------------ | --------------------------- |
| 2019 | «Кругосветка в рамках черепной коробки» | «Автостопом по фазе сна» | EP                          |
| 2020 | «11:11»                                 | «Кишлак»                 | Альбом                      |
| 2020 | «Кто Я»                                 | «Кишлак»                 | EP                          |
| 2020 | «Собачий вальс»                         | «Автостопом по фазе сна» | Альбом                      |
| 2021 | «Сборник хуйнии и картинки»             | «Кишлак»                 | Альбом                      |
| 2021 | «Не забирай меня домой»                 | «Автостопом по фазе сна» | Альбом                      |
| 2021 | «Опианариум»                            | «Автостопом по фазе сна» | Збірник пісень              |
| 2021 | «Движение»                              | «Автостопом по фазе сна» | Альбом                      |
| 2021 | «Лайтово»                               | «Автостопом по фазе сна» | EP                          |
| 2022 | «Эскапист»                              | «Кишлак»                 | Альбом                      |
| 2022 | «Пацанский эмо-рэп»                     | «Кишлак»                 | EP спільно з «семьсот семь» |
| 2023 | «СХИК2»                                 | «Кишлак»                 | Сингл та Альбом             |
| 2024 | «Пацанский эмо-рэп 2»                   | «Кишлак»                 | спільно з «семьсот семь»    |
| 2025 | «02.06.2022»                            | «Кишлак»                 | Мультисингл                 |

### Сингли
| Рік  | Назва               | Примітки                                                 |
| ---- | ------------------- | -------------------------------------------------------- |
| 2021 | «Я уёбываю в джаз»  | Найпопулярніша пісня                                     |
| 2021 | «lava»              | спільно з «семьсот семь»                                 |
| 2021 | «ВЫДУМАННЫЙ ДРУГ»   | спільно з «COLDAH»                                       |
| 2021 | «Марсиане»          |                                                          |
| 2021 | «Лучше»             |                                                          |
| 2022 | «ЗПСН»              | спільно з «Роки»                                         |
| 2022 | «Музыка»            |                                                          |
| 2022 | «ДВИНУЛСЯ НА ТЕБЕ»  | спільно з «GRILLYAZH»                                    |
| 2023 | «Марина Обойкина»   |                                                          |
| 2023 | «Апноэ»             |                                                          |
| 2023 | «Болею тобой»       | спільно з «семьсот семь»                                 |
| 2023 | «Скорость света»    | спільно з «Космонавтов Нет»                              |
| 2023 | «СХИК2»             | з альбому «СХИК2»                                        |
| 2024 | «STIGMATA»          |                                                          |
| 2024 | «Громко»            | спільно з «Хаскі»                                        |
| 2024 | «Отмена»            |                                                          |
| 2024 | «Стиральная машина» | спільно з «семьсот семь», з альбому«Пацанский эмо рэп 2» |
| 2025 | «Заколдовала»       | спільно з «Діана Астер»                                  |

1. 1 2 3 4  Ганна Аксьонова. Биографія Кишлак, Вся Правда про життя артиста. go.zvuk.com (рос.). Процитовано 19 липня 2024.{{cite web}}:  Обслуговування CS1: Сторінки з параметром url-status, але без параметра archive-url (посилання)
2. ↑  Бычкова, Карина (1 лютого 2023). Зависимость, секс, селфхарм: как устроена вселенная артиста Кишлак. The Flow. Архів оригіналу за 27 листопада 2023. Процитовано 14 січня 2024.
3. ↑  Овчинников, Николай (13 січня 2024). Злой рэп, Канье Уэст, Мизулина и другие. Новая газета. Архів оригіналу за 14 січня 2024. Процитовано 14 січня 2024.
4. ↑  Елена Чеховская (25 січня 2024). Кто такой Кишлак и почему отменяют его концерты. secretmag.ru (рос.). Секрет фирмы. Процитовано 19 липня 2024.{{cite web}}:  Обслуговування CS1: Сторінки з параметром url-status, але без параметра archive-url (посилання)
5. ↑  Евгений Игишев. Рэпер Кишлак: чем известен артист, пострадавший в Омске. gorod55.ru (рос.). Процитовано 19 липня 2024.{{cite web}}:  Обслуговування CS1: Сторінки з параметром url-status, але без параметра archive-url (посилання)
6. 1 2 3  Александр Ивлев (4 липня 2024). В Омске сорвали концерт репера Кишлака в клубе "Викинг". mash.ru (рос.). Процитовано 19 липня 2024.{{cite web}}:  Обслуговування CS1: Сторінки з параметром url-status, але без параметра archive-url (посилання)
7. 1 2  Карина Бычкова. “С моим еб@лом трудно жить становится в России”: большое интервью с Кишлаком. The-Flow.ru (рос.). Процитовано 19 липня 2024.{{cite web}}:  Обслуговування CS1: Сторінки з параметром url-status, але без параметра archive-url (посилання)
8. 1 2  Кишлак выпустил альбом "СХИК2". The-Flow.ru (рос.). Процитовано 19 липня 2024.{{cite web}}:  Обслуговування CS1: Сторінки з параметром url-status, але без параметра archive-url (посилання)
9. ↑  Кишлак выпустил сингл “Апноэ”. The-Flow.ru (рос.). Процитовано 19 липня 2024.{{cite web}}:  Обслуговування CS1: Сторінки з параметром url-status, але без параметра archive-url (посилання)
10. ↑  Кишлак выпустил клип "Слезы". The-Flow.ru (рос.). Процитовано 19 липня 2024.{{cite web}}:  Обслуговування CS1: Сторінки з параметром url-status, але без параметра archive-url (посилання)
11. ↑  Воронежский, Максим (12 грудня 2023). Рэпер Кишлак не выступит в Петербурге после обвинений в пропаганде наркотиков. Газета.ru. Архів оригіналу за 14 січня 2024. Процитовано 14 січня 2024.
12. ↑  RIA Staff (1 грудня 2023). Кишлак прокомментировал ситуацию с массовым отравлением на его концерте. РИА Новости. Архів оригіналу за 14 січня 2024. Процитовано 14 січня 2024.
13. ↑  11:11/By Кишлак [Kishlak]. Rate Your Music. Процитовано 22 серпня 2024.{{cite web}}:  Обслуговування CS1: Сторінки з параметром url-status, але без параметра archive-url (посилання)
14. ↑  Кто Я/By Кишлак [Kishlak]. Rate Your Music. Процитовано 22 серпня 2024.{{cite web}}:  Обслуговування CS1: Сторінки з параметром url-status, але без параметра archive-url (посилання)
15. ↑  Сборник Х#йни И Картинки/By Кишлак [Kishlak]. Rate Your Music. Процитовано 22 серпня 2024.{{cite web}}:  Обслуговування CS1: Сторінки з параметром url-status, але без параметра archive-url (посилання)
16. ↑  Эскапист/By Кишлак [Kishlak]. Rate Your Music. Процитовано 22 серпня 2024.{{cite web}}:  Обслуговування CS1: Сторінки з параметром url-status, але без параметра archive-url (посилання)
17. ↑  Пацанский эмо-рэп/By Кишлак [Kishlak] & семьсот семь [semsot sem]. Rate Your Music. Процитовано 22 серпня 2024.{{cite web}}:  Обслуговування CS1: Сторінки з параметром url-status, але без параметра archive-url (посилання)
18. ↑  Леша Горбаш, Никита Лаврецкий. «Это реально твое мнение или каких‑то дедов?» Спорим про альбом Кишлака «СХИК2». Афиша (рос.). Процитовано 19 липня 2024.{{cite web}}:  Обслуговування CS1: Сторінки з параметром url-status, але без параметра archive-url (посилання)